# Citocinesis

Esquema del ciclo celular, con la célula en citocinesis

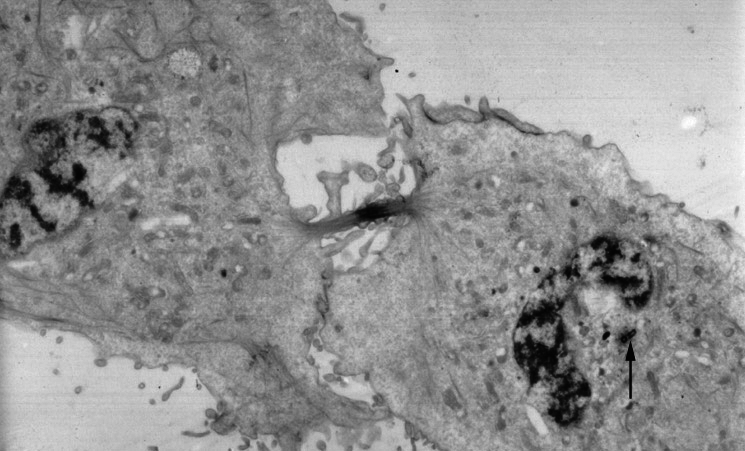
Una célula a punto de completar la citocinesis. La flecha señala un centrosoma.

La citocinesis o citoquinesis consiste en la separación física del citoplasma en dos células hijas durante la división celular. Tanto en la mitosis como en la meiosis se produce al final de la telofase, a continuación de la cariocinesis. En el caso de algunas células —algunos hongos, por ejemplo— no se produce la citocinesis, ya que estos organismos duplican su núcleo manteniendo el citoplasma unido, consiguiendo así células plurinucleares.
Su mecanismo es distinto en la célula animal (por estrangulamiento) o vegetal (por tabicación):
- En células animales la formación de un surco de división implica una expansión de la membrana en esta zona y una contracción progresiva causada por un anillo periférico contráctil de actina asociada a miosina. Este anillo producirá la separación de las dos células hijas por estrangulación del citoplasma.
- Las células vegetales tienen un proceso diferente de división, que consiste en la acumulación de vesículas procedentes del aparato de Golgi —que contienen elementos de la pared celular— en la zona media de la célula. Las vesículas se fusionan y entran en contacto con las paredes laterales de la célula. De esta forma se origina el tabique o fragmoplasto que hará posible la división celular.

## Citocinesis animal
La citocinesis de la célula animal empieza antes de la separación de acromatidas hermanas en la anafase de la mitosis. A partir de miosinas II no musculares y de filamentos de actina se forma meridionalmente un anillo contráctil en el cortex celular (adyacente a la membrana celular). La miosina II utiliza la energía libre liberada cuando se hidroliza el ATP para moverse a lo largo de los filamentos de actina, obligando a la membrana celular a formar un surco de segmentación. La hidrólisis continuada provoca que el surco ingrese hasta que se forma una estructura llamada cuerpo medio y el proceso de abscisión segmenta a este último en dos. La abscisión depende de los nervios de septina bajo el surco de segmentación que conforman una base estructural para asegurar que la citocinesis se completa. Después de la citocinesis, microtúbulos no cinetocoros se reorganizan formando unas nuevas venas cuando el ciclo celular vuelve a la interfase.

### Posición del anillo contráctil
La posición del anillo contráctil está determinada por el huso mitótico, lo que parece depender de la GTPase RhoA, que provoca varios efectores en cascada (como las proteínas kinasa ROCK y citron) para promover la activación de la miosina en una región particular del cortex celular.

### El huso central
Junto con la formación del anillo contráctil, se forma el "huso central", es una estructura también basada en microtúbulos. Muchas especies requieren el huso central para cumplir eficientemente la citocinesis.

### Regulación temporal de la citocinesis
La citocinesis también está regulada temporalmente para asegurar que sólo ocurre después de la separación de las cromatidas hermanas durante divisiones celulares normales. Para lograrlo, muchos componentes de la maquinaria citocinética están regulados para asegurar que son capaces de cumplir una función particular en un estadio particular del ciclo celular.